# АЭС Норт Анна
АЭС Норт Анна (англ. North Anna Nuclear Generating Station) — действующая атомная электростанция на северо-востоке США.  
Станция расположена в округе Луиза штата Виргиния, в 40 милях на северо-запад от города Ричмонд.

## Информация об энергоблоках
| Энергоблок  | Тип реакторов   | Мощность | Мощность | Начало строительства | Физпуск    | Подключение к сети | Ввод в эксплуатацию | Закрытие |
| Энергоблок  | Тип реакторов   | Чистый   | Брутто   | Начало строительства | Физпуск    | Подключение к сети | Ввод в эксплуатацию | Закрытие |
| ----------- | --------------- | -------- | -------- | -------------------- | ---------- | ------------------ | ------------------- | -------- |
| Норт Анна-1 | PWR, W (3-loop) | 948 МВт  | 990 МВт  | 19.02.1971           | 05.04.1978 | 17.04.1978         | 06.06.1978          | —        |
| Норт Анна-2 | PWR, W (3-loop) | 943 МВт  | 1011 МВт | 19.02.1971           | 12.06.1980 | 25.08.1980         | 14.12.1980          | —        |